# Giambattista Marino
Giambattista Marino, másként: Giovan(ni) Battista Marino ill. Marini (Nápoly, 1569. október 18. – Posillipo, 1625. március 25.) olasz költő.

## Életútja
Atyja jogtanulásra kényszerítette, de Marino már korán a költészettel kezdett foglalkozni, s első költeményeivel Bovino és Conca hercegek barátságát is megnyerte. Miután ez utóbbi szolgálatába fogadta, Marino kicsapongó és ledér éltet élt Nápoly előkelő köreiben, és Tassoval is megismerkedett; de 1592-ben, mivel egy főrangú hölgy elrablásában részt vett, Rómába szökött, ahol Aldobrandini kardinális fogadta pártfogásába, akivel Torinóba is elment. Ott II. Ritratto c. költeményével behízelegte magát a szavójai herceghez, aki megtette őt titkárának; de nemsokára összeveszett ottani irodalmi barátaival (köztük a hatalmas Murtolával), akik 1612-ben azt is kivitték, hogy Marinot elfogták és börtönbe zárták. Kiszabadulva, Valois Margit meghívására 1615-ben Párizsba ment, s ennek halála után Medici Mária kegyence lett. 1622-ben gazdagon tért vissza Olaszországba, és rövid ideig Rómában tartózkodván, egészen elvonult (1623) posillipói villájába. Leghíresebb műve az Adone (legjobb kiadás London, 1789) Összegyűjtött munkáit (Opere di G. M.) Zirardini adta ki (Nápoly, 1862).